# Đội tuyển bóng đá U-22 quốc gia Việt Nam
Đội tuyển bóng đá U-22 quốc gia Việt Nam là đội tuyển bóng đá của Việt Nam ở độ tuổi 22 tuổi trở xuống được thành lập vào năm 2016 do Liên đoàn bóng đá Việt Nam quản lí, tham dự SEA Games. 
Kể từ năm 2017, môn bóng đá nam SEA Games quy định độ tuổi tham dự là U-22, ngoại trừ năm 2021 SEA Games 31 tại Việt Nam hoãn sang năm 2022 do Đại dịch COVID-19, nên độ tuổi được nâng lên thành U-23. Tại SEA Games 32, môn bóng đá nam quay trở lại với độ tuổi U-22 giống như năm 2017 và 2019.

## Trang phục thi đấu
| Giai đoạn | Hãng trang phục |
| --------- | --------------- |
| 2016-2024 | Grand Sport     |
| 2024–     | Jogarbola       |

### Các mẫu trước đây
Mẫu dự kiến được sử dụng năm 2023 được hiển thị trong infobox ở đầu bài.
| 2019 | 2020 | 2021-2022 |

| 2019 | 2020 | 2021-2022 |

## Thành phần ban huấn luyện
Danh sách thanh phần ban huấn luyện vào ngày 1 tháng 3 năm 2025.
| Vị trí                        | Họ tên                  |
| ----------------------------- | ----------------------- |
| Trưởng đoàn                   | Nguyễn Anh Tuấn         |
| Trưởng đoàn                   | Lưu Quang Điện Biên     |
| Huấn luyện viên trưởng        | Kim Sang-sik            |
| Quyền Huấn luyện viên trưởng  | Đinh Hồng Vinh          |
| Trợ lý huấn luyện viên        | Lee Jung-soo            |
| Trợ lý huấn luyện viên        | Nam Gung-do             |
| Trợ lý huấn luyện viên        | Lưu Danh Minh           |
| Trợ lý huấn luyện viên        | Đinh Hồng Vinh          |
| Trợ lý huấn luyện viên        | Trịnh Duy Quang         |
| Huấn luyện viên thủ môn       | Lee Woon-jae            |
| Huấn luyện viên thủ môn       | Trần Minh Quang         |
| Huấn luyện viên thể lực       | Cédric Roger            |
| Huấn luyện viên thể lực       | Yoon Dong-hun           |
| Huấn luyện viên thể lực       | José Brandi Regato Neto |
| Huấn luyện viên thể lực       | Nguyễn Tăng Tuấn        |
| Bác sĩ                        | Trần Huy Thọ            |
| Bác sĩ                        | Tuấn Nguyên Giáp        |
| Bác sĩ                        | Dương Tiến Cần          |
| Phiên dịch viên               | Đỗ Anh Văn              |
| Chuyên gia phân tích trận đấu | Nguyễn Anh Tuấn         |
| Săn sóc viên                  | Đinh Kim Tuấn           |
| Săn sóc viên                  | Vũ Anh Dũng             |
| Săn sóc viên                  | Nguyễn Xuân Quang       |
| Săn sóc viên                  | Lê Văn Cường            |

## Danh sách cầu thủ
Danh sách 26 cầu thủ tham dự giải đấu giao hữu CFA Team China 2025 tại Giang Tô, Trung Quốc vào dịp FIFA Days tháng 3 năm 2025.
| 1  | TM | Cao Văn Bình                   | 8 tháng 1, 2005   | Sông Lam Nghệ An                  |  |  |
| 13 | TM | Nguyễn Tân                     | 16 tháng 7, 2005  | Bà Rịa – Vũng Tàu                 |  |  |
| 23 | TM | Hồ Tùng Hân                    | 10 tháng 5, 2003  | Balestier Khalsa                  |  |  |
|    |    |                                |                   |                                   |  |  |
| 2  | HV | Lê Văn Hà                      | 1 tháng 7, 2004   | Hà Nội                            |  |  |
| 3  | HV | Nguyễn Mạnh Hưng               | 8 tháng 8, 2005   | Thể Công – Viettel                |  |  |
| 4  | HV | Nguyễn Hiểu Minh               | 5 tháng 8, 2004   | PVF–CAND                          |  |  |
| 5  | HV | Nguyễn Đức Anh                 | 16 tháng 5, 2003  | SHB Đà Nẵng                       |  |  |
| 6  | HV | Hồ Văn Cường                   | 15 tháng 1, 2003  | Sông Lam Nghệ An                  |  |  |
| 16 | HV | Nguyễn Nhật Minh (đội phó)     | 27 tháng 7, 2003  | Hải Phòng                         |  |  |
| 18 | HV | Nguyễn Bảo Long                | 23 tháng 8, 2005  | PVF–CAND                          |  |  |
| 20 | HV | Võ Anh Quân                    | 7 tháng 5, 2004   | Phù Đổng Ninh Bình                |  |  |
| 24 | HV | Nguyễn Hồng Phúc               | 31 tháng 5, 2003  | Thể Công – Viettel                |  |  |
|    |    |                                |                   |                                   |  |  |
| 8  | TV | Nguyễn Văn Trường (đội trưởng) | 10 tháng 9, 2003  | Hà Nội                            |  |  |
| 10 | TV | Andrej Nguyen                  | 15 tháng 3, 2005  | Polanka                           |  |  |
| 11 | TV | Viktor Le                      | 10 tháng 11, 2003 | Hồng Lĩnh Hà Tĩnh                 |  |  |
| 12 | TV | Nguyễn Xuân Bắc                | 3 tháng 2, 2003   | PVF–CAND                          |  |  |
| 14 | TV | Nguyễn Quang Vinh              | 27 tháng 1, 2005  | Sông Lam Nghệ An                  |  |  |
| 17 | TV | Nguyễn Phi Hoàng               | 27 tháng 3, 2003  | SHB Đà Nẵng                       |  |  |
| 19 | TV | Nguyễn Thái Quốc Cường         | 6 tháng 3, 2004   | Thành phố Hồ Chí Minh             |  |  |
| 21 | TV | Phạm Minh Phúc                 | 7 tháng 2, 2004   | Công an Hà Nội                    |  |  |
| 22 | TV | Đinh Xuân Tiến                 | 10 tháng 1, 2003  | Sông Lam Nghệ An                  |  |  |
|    |    |                                |                   |                                   |  |  |
| 7  | TĐ | Nguyễn Thanh Nhàn              | 28 tháng 7, 2003  | PVF–CAND                          |  |  |
| 9  | TĐ | Nguyễn Quốc Việt (đội phó)     | 4 tháng 5, 2003   | Phù Đổng Ninh Bình                |  |  |
| 15 | TĐ | Nguyễn Lê Phát                 | 12 tháng 1, 2007  | Trung tâm đào tạo bóng đá trẻ PVF |  |  |
| 25 | TĐ | Nguyễn Hà Anh Tuấn             | 31 tháng 1, 2004  | Bà Rịa – Vũng Tàu                 |  |  |

## Lịch thi đấu
Thắng       Hoà       Thua       Bị huỷ

### 2025
| 20 tháng 3 CFA Team China 2025 | Hàn Quốc          | 1–1      | Việt Nam              | Diêm Thành, Trung Quốc                                                                                     |  |
| 15:30 UTC+8                    | Kim Woo-bin 90+5' | Chi tiết | Nguyễn Thanh Nhàn 53' | Sân vận động: Trung tâm thể thao Olympic Diêm Thành Lượng khán giả: 127 Trọng tài: Đới Y Cách (Trung Quốc) |  |

| 23 tháng 3 CFA Team China 2025 | Việt Nam | 0–0      | Uzbekistan | Diêm Thành, Trung Quốc                                                                                      |  |
| 19:35 UTC+8                    |          | Chi tiết |            | Sân vận động: Trung tâm thể thao Olympic Diêm Thành Lượng khán giả: 152 Trọng tài: Cố Xuân Hàm (Trung Quốc) |  |

| 25 tháng 3 CFA Team China 2025 | Trung Quốc               | 1–1      | Việt Nam             | Diêm Thành, Trung Quốc                                                                 |  |
| 19:35 UTC+8                    | Afrden Asqer 71' (ph.đ.) | Chi tiết | Nguyễn Quốc Việt 31' | Sân vận động: Trung tâm thể thao Olympic Diêm Thành Trọng tài: Đới Y Cách (Trung Quốc) |  |

## Các giải đấu
| Đại hội Thể thao Đông Nam Á | Đại hội Thể thao Đông Nam Á | Đại hội Thể thao Đông Nam Á | Đại hội Thể thao Đông Nam Á | Đại hội Thể thao Đông Nam Á | Đại hội Thể thao Đông Nam Á | Đại hội Thể thao Đông Nam Á | Đại hội Thể thao Đông Nam Á | Đại hội Thể thao Đông Nam Á | Huấn luyện viên    |
| Năm                         | Kết quả                     | Vt                          | St                          | T                           | H                           | B                           | Bt                          | Bb                          | Huấn luyện viên    |
| --------------------------- | --------------------------- | --------------------------- | --------------------------- | --------------------------- | --------------------------- | --------------------------- | --------------------------- | --------------------------- | ------------------ |
| 2017                        | Vòng bảng                   | 5/11                        | 5                           | 3                           | 1                           | 1                           | 12                          | 4                           | Nguyễn Hữu Thắng   |
| 2019                        | Vô địch                     | 1/11                        | 7                           | 6                           | 1                           | 0                           | 24                          | 4                           | Park Hang-seo      |
| 2023                        | Hạng ba                     | 3/10                        | 6                           | 4                           | 1                           | 1                           | 13                          | 7                           | Philippe Troussier |
| Tổng                        | Vô địch                     | 1/11                        | 18                          | 11                          | 3                           | 2                           | 49                          | 15                          |                    |